# Casa Senyorial de Dole
La Casa Senyorial de Dole (en letó: Doles muižas pils; en alemany:Schloss Dahlen) és una mansió a la regió històrica de Vidzeme, al Municipi de Salaspils del nord de Letònia i prop a Riga a la vora del riu Daugava.

## Història
Va ser el primer propietari de la finca el coronel Nikolauss Deetrih Sperreuter el 1631, La mansió actual va ser construïda el 1898 en estil historicisme arquitectònic. A partir de 1921 va allotjar una escola primària, i després de 1954 un club de pescadors. Des de 1977, es troba el museu del Riu Daugava..